# 硬皮豆属
硬皮豆属（学名：Macrotyloma）是蝶形花科下的一个属，为攀援、匍匐或直立草本植物。该属共有约25种，分布于非洲和亚洲。